# Coupe de Jordanie de football
La Coupe de Jordanie de football a été créée en 1980, c'est la deuxième compétition la plus importante dans le pays après le Championnat de Jordanie de football. Le vainqueur de cette coupe se qualifie pour la Supercoupe de Jordanie de football contre le tenant du titre national et pour la phase de groupes de la Coupe de l'AFC.
Seuls les clubs de première division participent à cette épreuve. Les douze formations disputent un premier tour, organisé en deux poules de six, avec les quatre premiers de chaque poules qui participent ensuite à la phase finale, jouée en matchs aller-retour à élimination directe jusqu'à la finale.

## Palmarès
- 1980 : Al-Faisaly Club 3-1 Al Buqa'a
- 1981 : Al-Faisaly Club 1-0 Al Ramtha Sports Club
- 1982 : Al-Weehdat Club 1-0 Al Ramtha Sports Club
- 1983 : Al-Faisaly Club 2-0 Al Ramtha Sports Club
- 1984 : Al-Jazira Amman 1-0 Al-Ahli Amman
- 1985 : Al-Weehdat Club 1-1 (tab 4-3) Al-Faisaly Club
- 1986 : Al Arabi Irbid 1-0 Al-Jazira Amman
- 1987 : Al-Faisaly Club 2-1 Al Hussein Irbid
- 1988 : Al-Weehdat Club 2-0 Al-Faisaly Club
- 1989 : Al-Faisaly Club 2-1 Al Ramtha Sports Club
- 1990 : Al Ramtha Sports Club 2-1 Al Hussein Irbid
- 1991 : Al Ramtha Sports Club 1-0 Al-Weehdat Club
- 1992 : Al-Faisaly Club (vainqueur d'un groupe de 4)
- 1993 : Al-Faisaly Club 3-1 Al Ramtha Sports Club
- 1994 : Al-Faisaly Club 3-0 Al Ramtha Sports Club
- 1995 : Al-Faisaly Club 4-0 Al Ramtha Sports Club
- 1996 : Al-Weehdat Club 0-0 (tab 3-1) Al Ramtha Sports Club
- 1997 : Al-Weehdat Club 2-1 Al Ramtha Sports Club
- 1998 : Al-Faisaly Club 2-1 Al-Weehdat Club
- 1999 : Al-Faisaly Club 0-0 (tab 5-4) Al-Weehdat Club
- 2000 : Al-Weehdat Club 2-0 Al-Faisaly Club
- 2001 : Al-Faisaly Club 2-0 Al Hussein Irbid

- 2002- 2003 : Al-Faisaly Club 2-0 Al Hussein Irbid
- 2003-2004 : Al-Faisaly Club 3-1 Al Hussein Irbid
- 2004-2005 : Al-Faisaly Club 3-0 Shabab Al-Hussein
- 2005-2006 : Shabab Al-Ordon Club 2-1 Al-Faisaly Club
- 2006-2007 : Shabab Al-Ordon Club 2-0 Al-Faisaly Club
- 2007-2008 : Al-Faisaly Club 3-1 Shabab Al-Ordon Club
- 2008-2009 : Al-Weehdat Club 3-1 Shabab Al-Ordon Club
- 2009-2010 : Al-Weehdat Club 1-0 Al-Arabi Irbid
- 2010-2011 : Al-Weehdat Club 3-1 Manshia Bani Hassan
- 2011-2012 : Al-Faisaly Club 1-0 Manshia Bani Hassan
- 2012-2013 : That Ras Club 2-1 Al Ramtha Sports Club
- 2013-2014 : Al-Weehdat Club 2-0 Al Buqa'a
- 2014-2015 : Al-Faisaly Club 2-1 That Ras Club
- 2015- 2016 : Al-Ahli Amman 1-0 Shabab Al-Ordon Club
- 2016-2017 : Al-Faisaly Club 1-1 (tab 4-2) Al-Jazira Amman
- 2017-2018 : Al-Jazira Amman 2-0 Shabab Al-Ordon Club
- 2018-2019 : Al-Faisaly Club 2-0 Al Ramtha Sports Club
- 2020 : Pas de compétition en raison de la pandémie de Covid-19
- 2021 : Al-Faisaly Club 1-0 Al-Salt
- 2022 : Al-Weehdat Club 2-0 Shabab Al-Aqaba SC[1]
- 2023/24 : Al-Weehdat Club 2-1 Al Hussein Irbid
- 2024/25 : Al-Weehdat Club 0-0 (tab 3-1) Al Hussein Irbid

## Nombres de titres par club
| Club                  | Nombres de Coupe de Jordanie |
| --------------------- | ---------------------------- |
| Al-Faisaly Club       | 21                           |
| Al-Weehdat Club       | 13                           |
| Al-Jazira Amman       | 2                            |
| Al Ramtha Sports Club | 2                            |
| Shabab Al-Ordon Club  | 2                            |
| Al Arabi Irbid        | 1                            |
| That Ras Club         | 1                            |
| Al-Ahli Amman         | 1                            |